# Zotne Mirzchulawa
Zotne Jewgenjewitsch Mirzchulawa (georgisch ცოტნე მირცხულავა, russisch Цотне Евгеньевич Мирцхулава; * 25. Juli 1920 in Poti; † 17. März 2010 in Tiflis) war ein sowjetisch-georgischer Wasserbauingenieur und Hochschullehrer.

## Leben
Mirzchulawa stammte aus einer Angestelltenfamilie. Er studierte in Tiflis am Georgischen Industrie-Institut in der Bauwesen-Fakultät  mit Abschluss 1942. Er arbeitete dann im georgischen Erdöl-Trust Grusneft. Er verteidigte 1953 seine Dissertation über die Berechnung von Platten auf elastischer Unterlage mit Erfolg für die Promotion zum Kandidaten der technischen Wissenschaften.
Ab 1953 lehrte Mirzchulawa an dem aus dem Industrie-Institut entstandenen Georgischen Polytechnischen Institut. 1954 wurde er an das Georgische Forschungsinstitut für Melioration und Wasserwirtschaft berufen. Er verteidigte 1960 seine Doktor-Dissertation über Erosion und zulässige Wasserströmungsgeschwindigkeiten  für gebundene Böden und die sie bestimmenden Faktoren mit Erfolg für die Promotion zum Doktor der technischen Wissenschaften 1961. 1964 folgte die Ernennung zum Professor
Ab 1968 leitete Mirzchulawa das Institut für Melioration und Wasserwirtschaft. 1973 wurde er Vollmitglied der Sowjetischen Akademie für Landwirtschaftswissenschaften. Er entwickelte neue Methoden für die Erforschung, Modellierung und Vorhersage der Phänomene der Wassererosion in Abhängigkeit von der Bodenart. Er untersuchte die Zuverlässigkeit von Be- und Entwässerungssystemen auch im Hinblick auf die Kontrolle von Überschwemmungen und behandelte Probleme der Ökologie und des Umweltschutzes. Er war UNO-Experte für den Kampf gegen Überschwemmungen. Er wurde 1991 Mitglied der Akademie für Wasserwirtschaft Russlands, 1993 Vollmitglied der Georgischen Nationalen Akademie der Wissenschaften und 1997 ausländisches Mitglied der Russischen Akademie der Landwirtschaftswissenschaften.

## Ehrungen, Preise
- Ehrenzeichen der Sowjetunion (1948, 1966)[1]
- Leninorden (1971)[1]
- Orden des Roten Banners der Arbeit (1974)[1]
- Verdienter Wissenschaftler der Georgischen SSR (1979)[1]
- Orden der Völkerfreundschaft (1980)[1]
- A.-N.-Kostjakow-Goldmedaille (1981)
- Georgischer Orden der Ehre (1999)[1]
- Staatspreis der Republik Georgien (2000)